# 1220-е годы
1220-е (ты́сяча две́сти двадца́тые) го́ды по юлианскому календарю — промежуток времени с 1 января 1220 года по 31 декабря 1229 года, включающий 1220 год 2-го десятилетия   и с 1221 по 1229 годы    3-го десятилетия XIII века 2-го тысячелетия.  Они закончились 796 лет назад.

## Важнейшие события
- Поход Джэбэ и Субэдэя (1220—1224). Битва на реке Калке (1223).
- Золотая булла в Римини выдана Тевтонскому ордену (1226). Прусский крестовый поход.
- Шестой крестовый поход[1] (1228—1229).

## Правители
- Людовик VIII — король (1223—1226) .
- Генрих III — король (1216—1272) .

## Города
- 1221 — на слиянии рек Волги и Оки князем Юрием Всеволодовичем основан Нижний Новгород.